# Уоллес (лунный кратер)
Кратер Уоллес (лат. Wallace), не путать с кратером Уоллес на Марсе, — остатки крупного ударного кратера в юго-восточной части Моря Дождей на видимой стороне Луны. Название присвоено в честь британского натуралиста Альфреда Рассела Уоллеса (1823—1913) и утверждено Международным астрономическим союзом в 1935 г. 

## Описание кратера
Ближайшими соседями кратера являются кратер Пупин на западе-северо-западе; кратер Макмиллан на севере; кратер Гексли на востоке и кратер Эратосфен на юге-юго-западе. На юго востоке от кратера расположены горы Апеннины. Селенографические координаты центра кратера 20°16′ с. ш. 8°45′ з. д. / 20,26° с. ш. 8,75° з. д., диаметр 25,7 км, глубина 160 м.
Кратер Уоллес имеет полигональную форму и полностью затоплен лавой, над поверхностью лавы выступает лишь узкая вершина вала с разрывом в юго-восточной части. Чашу кратера пересекают светлые лучи от кратера Коперник расположенного на юго-западе. 

## Сателлитные кратеры
| Уоллес | Координаты                                          | Диаметр, км |
| ------ | --------------------------------------------------- | ----------- |
| A      | 19°11′ с. ш. 5°36′ з. д. / 19,18° с. ш. 5,6° з. д.  | 3,7         |
| C      | 17°39′ с. ш. 6°24′ з. д. / 17,65° с. ш. 6,4° з. д.  | 5,0         |
| D      | 17°50′ с. ш. 5°43′ з. д. / 17,84° с. ш. 5,71° з. д. | 4,0         |
| H      | 21°17′ с. ш. 9°06′ з. д. / 21,29° с. ш. 9,1° з. д.  | 2,1         |
| K      | 19°19′ с. ш. 6°48′ з. д. / 19,31° с. ш. 6,8° з. д.  | 2,4         |
| T      | 21°50′ с. ш. 5°10′ з. д. / 21,83° с. ш. 5,16° з. д. | 2,4         |

- Сателлитный кратер Уоллес B в 1973 г. переименован Международным астрономическим союзом в кратер Гексли.

## См.также
- Список кратеров на Луне
- Лунный кратер
- Морфологический каталог кратеров Луны
- Планетная номенклатура
- Селенография
- Минералогия Луны
- Геология Луны
- Поздняя тяжёлая бомбардировка